# Anthony Wood
Anthony Wood (alternativt Anthony à Wood), född den 17 december 1632 i Oxford, död där den 28 november 1695, var en engelsk antikvarie. 
Han föddes som den fjärde sonen till Thomas Wood (1580–1643) och 1641 började han på New College School i Oxford. Vid tolv års ålder förflyttades han istället till Lord Williams's School i Thame, men hans studier avbröts av det engelska inbördeskriget. Wood fick istället utbilda sig hos sin bror Edward (1627–1655) vid Trinity College i Oxford innan han 1647 började på Merton College. 1652 började Wood lära sig om plöjning och om kampanologi och senare lärde han sig spela violin.
Wood arbetade som antikvarie från sent 1650-tal eller tidigt 1660-tal fram till sin död. Han gifte sig aldrig utan hängav sig helt åt sitt yrke. Wood misstänktes under sin livstid för att vara romersk katolik, men vid sin död tillhörde han den engelska kyrkan. Efter en kortare tids sjukdom avled Wood 1695 och han begravdes i Merton College.